# Rajesh Pawar
Rajesh Vithal Pawar (* 6. September 1979 in Bombay) ist ein ehemaliger indischer Cricketspieler.

## Karriere
Im Jahr 1996 gab der damals 16-jährige sein First-Class-Debüt für Bombay in der Ranji Trophy und konkurrierte mit Nilesh Kulkarni und Sairaj Bahutule um die Positionen der Spin Bowlers im Kader des Teams. Er war Teil der indischen U19-Nationalmannschaft bei der U19-Weltmeisterschaft 1998. Erstmals fiel er im Irani Cup 1998/99 einer breiteren Öffentlichkeit auf. Daraufhin wurde er für das Indische A-Team auf eine Tour in die Niederlande entsandt, wo er ebenfalls gute Leistungen erbrachte. Auf Grund seines Alters spielte er danach vorwiegend in der U19-Auswahl von Bombay und war der wichtigste U19-Spin-Bowler der Indischen U-19-Nationalmannschaft. Zum Abschluss der Saison 1998/99 wurde er als National Cricketer of the Year ausgezeichnet. Nachdem sich Bahutule vor der Saison verletzt hatte, stieg Pawar auch im Erwachsenen-Team von Bombay zum wichtigsten Bowler auf, die in dem Jahr die Meisterschaft gewann.
In den nächsten Jahren fielen seine Leistungen ab und er hatte Schwierigkeiten sich im Team zu halten das eine weitere Ranji Trophies in der Saison 2002/03 gewann. Daraufhin wechselte er zu Baroda, mit denen er nach einem weiteren Übergangsjahr Erfolge in der Vijay Hazare Trophy 2004/05 erzielen konnte. Auch spielte er für die West Zone.
Im Januar 2007 wurde er in den erweiterten Kader des indischen Teams für die Cricket World Cup in den West Indies berufen. Vor dem Turnier wurde er aber aus dem endgültigen Aufgebot gestrichen. Bei der Tour Indiens in Bangladesch 2007 wurde er in den Test-Kader berufen, kam dort jedoch nicht zum Einsatz.
In der Folge fand er keine Berücksichtigung mehr auf nationaler Ebene und spielte weiterhin für Baroda im nationalen Cricket. In der Indian Premier League 2008 spielte er ein Spiel für die Mumbai Indians. In der Saison 2009/10 wurde er auf Grund seiner Bowling-Technik verwarnt. In der Indian Premier League 2011 war er Teil des Teams der Delhi Daredevils, wurde jedoch nicht eingesetzt. Seinen letzten Einsatz im First-Class Cricket hatte er in der Ranji Trophy 2012/13 für Andhra.

## Nach der aktiven Karriere
Seit der Saison 2021 arbeitete er als Nachwuchs-Coach für Mumbai.